# Бен 10 (сериал, 2016)
„Бен 10“ (на английски: Ben 10) е американски рестартиран анимационен сериал, създаден от Man of Action за Cartoon Network. Сериалът е обслужен като паралелен свят. Премиерата на сериала е на 1 октомври 2016 г. в Австралия, Нова Зеландия и Азия, и на 10 април 2021 г. в Съединените щати преди да завърши на 11 април 2021 г., след четири сезона, филм и три специални епизода.
Филм, базиран на сериала, „Бен 10 срещу Вселената: Филмът“ е обявен на 19 февруари 2020 г. и е излъчен на 10 октомври 2020 г.

## В България
В България филмът започва излъчване през октомври 2016 г. по Cartoon Network.

### Нахсинхронен дублаж
| Роля          | Изпълнител |
| ------------- | --- |
| Бен Тенисън   | Елисавета Господинова Ана-Мария Лалова |
| Гуен          | Ралица Стоянова |
| Дядо Макс     | Росен Пенчев |
| Slapback      | Антон Порязов |
| Акселерат     | Симеон Дамянов |
| Други гласове | Анатолий Божинов Веселин Петров Георги Иванов Георги Стоянов Константин Каракостов Мартин Герасков Николай Пърлев Петър Върбанов Христо Бонин |

| Обработка           | студио „Про Филмс“                           |
| ------------------- | -------------------------------------------- |
| Режисьор на дублажа | Сотир Мелев                                  |
| Преводачи           | Николина Петрова Елица Вите Деница Цветанова |